# Phil Piratin
Phil Piratin, né le 15 mai 1907 à Londres et mort le 10 décembre 1995,, est un homme politique britannique. Il est l'un des rares communistes à avoir été élus à la Chambre des communes.

## Biographie
En 1934, il rejoint le Parti communiste de Grande-Bretagne, à la suite de l'agression de manifestants anti-fascistes par les blackshirts, les partisans d'Oswald Mosley, chef de l'Union britannique des fascistes (BUF). Outre son opposition au fascisme, le militantisme de Piratin se traduit par son engagement sur le terrain social. Dans le contexte de la Grande Dépression, il aide les locataires de quartiers pauvres à Stepney (dans l’East End de Londres) à s'organiser et à se coordonner pour demander la réparation de logements vétustes, et s'opposer aux expulsions. À travers notamment une 'grève' de paiement des loyers, ils parviennent à faire fléchir les propriétaires. En 1936, il est l'un des principaux organisateurs de la « bataille de Cable Street », une large manifestation anti-fasciste à Londres, rassemblant 100 000 personnes pour s'opposer à un défilé provocateur des blackshirts dans les quartiers juifs. En 1937, il est élu au conseil municipal de Stepney, devenant le premier conseiller municipal communiste à Londres.
Lorsque éclate la Seconde Guerre mondiale, il se porte volontaire pour rejoindre la Royal Navy, mais n'est pas accepté, en raison de ses opinions politiques. Il est chargé, à la place, de veiller à Stepney au respect des consignes publiques à suivre lors d'alarmes indiquant un raid aérien, alors que Londres se trouve soumise au Blitz allemand. Il mène avec succès une campagne pour l'amélioration des conditions dans les abris anti-aériens, pointant les conditions spartiates dans les abris publics pour les pauvres, en comparaison à ceux dont bénéficient les riches,.
Il est élu député de la circonscription de Mile End, à Stepney, lors des élections législatives de juillet 1945. Membre du Comité exécutif du Parti communiste, il est alors l'un des deux seuls représentants du parti à la Chambre des communes, avec William Gallacher. Les deux hommes sont néanmoins reconnus par le président de la Chambre comme constituant un groupe parlementaire ; ils élisent à eux deux Gallacher comme chef de ce groupe, et Gallacher nomme symboliquement Piratin au poste de chief whip, chargé de veiller à ce que la ligne du parti soit respectée par ses députés. Ce qui amène Piratin à plaisanter : « Le camarade Gallacher décide de la politique à suivre, et je m'assure qu'il l'applique ». Sa principale réussite en tant que député est d'avoir obtenu le soutien de députés travaillistes (alors majoritaires) pour faire adopter et respecter de nouvelles normes de sécurité pour les travailleurs sur leur lieu de travail. Pour les élections de février 1950, sa circonscription est abolie lors d'un redécoupage, et il ne parvient pas à conserver son siège.
Il travaille alors au journal communiste The Daily Worker, puis en démissionne en 1956 pour protester contre la répression soviétique de l'insurrection de Budapest. Il démissionne aussi de ses fonctions dans la direction du parti, mais demeure membre du parti lui-même, jusqu'à son auto-dissolution en 1991,.

## Liste des députés communistes au Parlement britannique
Il n'y a jamais eu que six représentants du Parti communiste au Parlement du Royaume-Uni :
À la Chambre des communes
- Cecil Malone (1920-1922)
- John Newbold (1922-1923)
- Shapurji Saklatvala (1922-1929)
- William Gallacher (1935-1950)
- Phil Piratin (1945-1950)

À la Chambre des lords
- Wogan Philipps (baron Milford) (1963-1993)